# Chronobiologie et vieillissement
Le système circadien de l’être humain est composé de plusieurs structures et organes dont les fonctions sont bien définies. Ils génèrent entre autres les rythmes circadiens, soit les rythmes biologiques d’une durée environnant les 24 heures possédant au moins un cycle par période de 24 heures. Ces derniers sont modulés tout en intégrant les conditions environnementales dans lesquelles se situe l’organisme. Un des rythmes les plus marqués chez l’espèce humaine, mais également chez la très grande majorité du règne animal, est le rythme veille-sommeil.
Le stimulateur central et une série d’oscillateurs périphériques constituent les composantes principales du système circadien. Ils ont chacun différentes entrées et sorties. Le stimulateur central du système circadien se situe dans l’hypothalamus ventral, plus précisément dans le noyau suprachiasmatique. Grâce aux entrées intégrées par le système circadien, c’est-à-dire, les signaux environnementaux, le stimulateur central a pour but de veiller à ce que l’organisme reçoive toute l’information temporelle de son environnement. Il transformera ensuite cette information sous forme hormonale ou neuronale pour qu’elle puisse être mieux assimilée et par la suite, coordonner la rythmicité des tissus périphériques,.
Le vieillissement normal de l’être humain entraîne avec lui le déclin de plusieurs fonctions physiologiques tant au niveau neurocognitif qu’au niveau physique. On observe également des irrégularités de plus en plus fréquentes dans le fonctionnement du système circadien ce qui affecte à son tour le fonctionnement des rythmes circadiens. Le rythme veille-sommeil en particulier semble être un des premiers rythmes grandement altérés chez les aînés.

## Effet global du vieillissement sur le système circadien

### Changement de l'entraînement, de la phase, de l’amplitude et de la période des rythmes circadiens
L’entraînement est la relation entre le rythme circadien et le signal de l’environnement. Avec le temps, l’entraînement assure la synchronisation du rythme avec les facteurs environnementaux dans lesquels se situent l’organisme. Par exemple, un rythme endogène de moins de 24 heures peut être entraîné pour atteindre une durée de 24 heures grâce aux signaux environnementaux. Plus fréquemment, cet entraînement aura lieu par l’alternance qu’amène le cycle lumière-obscurité. Le vieillissement de l’organisme explique souvent l’altération observée quant à la rythmicité de la locomotion dans un cycle LD. En effet, à l’obscurité, le début de l’activité est plus tôt chez les personnes âgées. On remarque également, chez ces individus, un décalage de la rythmicité de la température basale corporelle et de la mélatonine par rapport au sommeil et à l’obscurité. Cela dit, les personnes âgées se coucheront plus tôt en général, leur horloge biologique étant décalée et causant, par le fait même, un avancement dans le temps du début de sommeil. 
En d’autres mots, chez les personnes âgées, les rythmes circadiens présentent une avance de phase. Des exemples de rythmes qui se manifestent de cette façon sont ceux de la température corporelle chez les personnes de 60 ans et plus, ainsi que le rythme de production de mélatonine, l’hormone du sommeil. Cette hormone est synthétisée pendant le sommeil, lors d’une absence de lumière, et son rôle principal est de réguler le rythme veille-sommeil.
De plus, plusieurs études montrent la réduction dans l’amplitude des rythmes circadiens avec l’âge. Chez les humains en particulier, une baisse d’amplitude du rythme circadien de la température corporelle avec l’âge est remarquée,de même quant à l’amplitude du rythme de l’hormone de mélatonine. On observe également une diminution d’amplitude dans le cycle repos-activité. Ce cycle est rythmé sur 24 heures par le sommeil et régulé grâce à l’horloge endogène, permettant d’alterner le sommeil et l’éveil. Après analyse de l’activité électrique des cellules dans les noyaux suprachiasmatiques, on remarque également une diminution au niveau de l’amplitude du cycle,. Finalement, des expériences menées auprès de plusieurs espèces mammifères ont démontré des périodes de plus courte durée dans les rythmes circadiens chez les animaux plus âgés. 

### Action du vieillissement sur les différentes sorties du système circadien
De plus, les rythmes circadiens affectent les chronotypes quotidiens, soit le temps préféré chez une personne, dans la journée, pour se coucher ou être alerte et énergique. La preuve de cette manifestation différente dans les chronotypes est l’observation des altérations dans les choix comportementaux. En effet, les variations interpersonnelles de l’horloge circadienne lors du vieillissement ont été associées avec une préférence au matin par rapport au soir. Avec l’âge, par exemple, les sorties du système circadien sont modifiées. Ainsi, les rythmes physiologiques circadiens sont altérés, tels que la température corporelle, le déclenchement des potentiels d’action par les neurones du noyau suprachiasmatique, la libération d’hormones comme le cortisol et la mélatonine, le niveau du glucose dans le plasma à jeûne et enfin l’expression des gènes de l'horloge.

### Altération de la réponse à la lumière
Le fonctionnement des stimulateurs centraux du système circadien et leur capacité à percevoir des signaux provenant de l’extérieur sont altérés avec l’âge. Les causes principales de cette altération sont, premièrement, le myosis entraînant une diminution du diamètre des pupilles; deuxièmement la réduction de la densité et l'atrophie des dendrites des cellules ganglionnaires intrinsèquement photosensibles (ipRGCs). Tout cela aboutit à une réduction de la lumière bleue transmise par le cristallin au noyau suprachiasmatique. On sait que la lumière est la source primaire influençant les rythmes circadiens et utilisée pour synchroniser les rythmes à une durée environnant les 24 heures. Ainsi, le changement de perception lumineuse peut conduire à certaines altérations des rythmes circadiens.
En outre, plusieurs expériences qui consistent à utiliser des flux lumineux sur des personnes d’âges variables (jeunes à âgées) pendant cinq heures par jour, et ce, sur trois jours. Le but est de cibler plus précisément les régions de délai et d’avance de la courbe de réponse de phase (CRP). Quand la lumière est présentée à la région des délais de la CRP, il n’y a aucun résultat indiquant une différence entre le décalage de phase des jeunes et des personnes âgées, tandis que lorsque la lumière est présentée à la région des avances de la CRP, la réponse par un décalage de phase est réduite chez les personnes âgées.

### Vieillissement du noyau suprachiasmatique
Le noyau suprachiasmatique, quant à lui, est le lieu abritant le stimulateur central, composé principal du système circadien. Il comprend 20 000 neurones et peut interagir avec de nombreuses régions dans le cerveau pour assurer ses fonctions, en plus de posséder plusieurs types cellulaires lui permettant de sécréter différentes hormones de régulation. Avec l’âge, le noyau suprachiasmatique subit une dégénération neuronale et plusieurs neurones se voient incapables de compléter leurs fonctions correctement. Conséquemment, il y a diminution de la libération de ses deux neurotransmetteurs principaux, soient le polypeptide intestinal vasoactif (VIP) et l’arginine vasopressine (AVP), causée par une réduction des cellules qui les synthétisent et les expriment. Cela résulte finalement en une baisse dans l’amplitude de l’activité du noyau suprachiasmatique, la concentration des hormones qu’il sécrète étant diminuée. Les neurones du noyau sont également régulés grâce à une rétroaction négative exercée par le neurotransmetteur GABA. Avec l'âge, une perte des synapses GABA est observée, signifiant donc une moindre inhibition et une moindre régulation du déclenchement des potentiels d’action des neurones du noyau suprachiasmatique. Cette perte de cohérence au niveau du noyau suprachiasmatique conduit à la désynchronisation des oscillateurs régulés par celui-ci.

### Expression des gènes de l’horloge
Les gènes de l’horloge ont une expression très régulée dans le temps. Cela assure le bon fonctionnement des rythmes circadiens. Le gène Timeless est indispensable pour assurer l'efficacité du rythme circadien. Dans les cellules en sénescence, il y a une réduction de son expression, car un facteur de transcription inhibiteur liant le promoteur  de Timeless en inhibant sa transcription. Ce facteur est nommé e2F1. 
Chez les humains âgés de plus de 60 ans, l’expression des gènes PER1 et PER2 dans le lobe frontal du cortex ont une amplitude diminuée et un avancement de phase de 4 à 6 heures. L’expression de CRY1 devient arythmique. Dans les cellules sanguines périphériques, le niveau d’expression de BMAL1 diminue chez les femmes.
Chez les hamster et les souris, il y a diminution de l’expression des gènes Clock et Bmal1, qui sont deux gènes se liant dans le NSC, tout au long de la vieillesse.
La rythmicité de l’expression du gène Per1 dans les tissus périphériques, comme les poumons, sont abolies chez les vieux rats. 
Chez les vieilles drosophiles, malgré la persistance de l’expression de PER2 dans les cellules neurales, l’expression des gènes de l’horloge dans les tissus périphériques est diminuée.

## Les troubles de sommeils associés aux vieillissement

### Insomnie
Plus les êtres humains vieillissent, plus les nuits qu’ils dorment raccourcissent, spécifiquement en se réveillant et en se couchant à des heures plus hâtives. Chez les personnes âgées, le sommeil est caractérisé par de nombreux réveils durant la nuit et une réduction de la durée des phases 3 et 4 du sommeil, soit les phases où le sommeil est le plus profond. Le rythme circadien du temps peut affecter le sommeil que ce soit son début ou sa fin. En effet, il peut déterminer le temps et la structure du sommeil et possède un impact direct sur la durée du temps REM. Lorsque la pression homéostatique de sommeil est élevée, on voit généralement une augmentation de la poussée du réveil durant le jour biologique par ce rythme circadien du temps.

### Décalage horaire ouJet Lag Disorder
Les personnes âgées sont plus influencées par le décalage horaire et présentent plus de symptômes reliés à cela. Par exemple, il est plus difficile pour elles de dormir à la suite d'un vol et la raison pour cela est l'incapacité de leur horloge biologique de s’adapter aux changements environnementaux. De plus, la capacité de leur rythme à effectuer des décalages de phase est réduite.